# Vaigattøyane
Les Vaigattøyane forment un archipel inhabité de Norvège, au nord du Svalbard, situé au sud du détroit d'Hinlopen. L'archipel fait partie de la Réserve naturelle de Nordaust-Svalbard depuis sa création en 1973.

## Géographie
L'archipel est formé de plusieurs îles et de rochers dont la plupart ne sont pas nommés, tout comme le sont d'ailleurs les points culminants de chacune des îles de l'archipel.
Les îles de l'archipel totalisent une superficie d'environ 80 km².
Les plus grandes îles sont :
- Wahlbergøya, ca 46 km²
- Von Otterøya, ca 16 km²
- Nyströmøya, ca 7 km²
- Nordenskiøldøya, ca 3,1 km²
- Sofiaøya, ca 1,4 km²
- Østre Friesøya, ca 1,2 km²
- Berggrenøya, ca 0,6 km²

Le nom de l'archipel vient du terme Waygat, ancien nom donné par les Hollandais au détroit d'Hinlopen.